# Рену (река)
Рену (англ. Renous River) — один из притоков Саутуэст-Мирамиши, расположенный в канадской провинции Нью-Брансуик.
Река Рену берёт своё начало в месте слияния двух своих рукавов — северного и южного. Истоком южного рукава является озеро Гуагус (англ. Guagus Lake), а северный вытекает из озера Норт-Рену. В районе одного из бассейнов Рену, который именуют «Вилками» (англ. «The Forks») эти два рукава соединяются, затем река на протяжении приблизительно 20 километров течёт через густые леса перед тем, как соединяется с рекой Дангарвон. После этого река впадает в один из бассейнов реки Саутуэст-Мирамиши. Это слияние происходит в коммуне Рену, на территории деревни Кверривилл.

## Рыбалка
В реке водится атлантический лосось. Большая часть акватории Рену открыта для рыбалки. На нижних участках реки рыболовный сезон начинается достаточно рано. А что касается верхних участков, то на них основной улов приходится на поздний июнь, июль и осень.
Несмотря на то, что свойства двух основных рукавов реки уникальны, по ловле рыбы они дают примерно равные показатели. Весьма производительной в плане атлантического лосося является также река Дангарвон, небольшой приток Рену.

## Притоки
- Норт-Рену (река) (англ. North Renous, в переводе на русский — «северная Рену»)
- Саут-Рену (англ. South Renous — «южная Рену»)
- Литл-Саут-Рену (англ. Little South Renous — «малая южная Рену»)
- Дангарвон